# Забытая гора (Краснодарский край)
Забытая гора — вершина на Кавказе, орографически относится к Скалистому хребту на северном склоне системы Большого Кавказа (горная страна — Кавказские горы, регион — Северный Кавказ). Расположена в Северском районе Краснодарского края к западу от посёлка Планческая Щель. Характеризуется как низкая гора — высота над уровнем моря 612,4 м, но при этом является высшей точкой Скалистого хребта в бассейнах рек Афипс и Шебш. В орографической систематике периода Российской империи, относилась к так называемым Чёрным горам.

## Карты
- Карты Генерального штаба СССР (система координат 1940 г., БСВ). — Масштаб: в 1 см 2 км (1:200 000), в 1 см 1 км (1:100 000) и в 1 см 500 м (1:50 000); состояние местности на 1981-1988 гг. — Изданы с оригинала ГУГК СССР, 1979—1990. — (составлены по карте масштаба 1:50 000, созданной по материалам съёмки 1945-1960 гг. и исправлены по карте масштаба 1:50 000, обновлённой в 1975-1988 гг.).
- Карты ФГУП «Государственного научно-внедренческого центра геоинформационных систем и технологий» («Госгисцентр»). — Масштаб: в 1 см 2 км (1:200 000), в 1 см 1 км (1:100 000), в 1 см 500 м (1:50 000), в 1 см 250 м (1:25 000). — М., 2001.